# 권이진
권이진(權以鎭, 1668년~1734년)은 조선의 문신이다. 본관은 안동(安東). 자는 자정(子定), 호는 유회당(有懷堂)·수만헌(收漫軒)이다.

## 생애
1693년 사마시에 합격하고 다음해해 별시문과에 병과로 급제했다. 이후 율봉역(栗峰驛)·김천역(金泉驛)의 찰방을 거쳐 승문원부정자, 정언(正言), 함평현령(咸平縣令)·전라도도사, 정언·홍문관수찬, 지평, 사서, 부수찬, 동래부사, 공조판서, 산릉제조, 평안도관찰사 등을 지냈다.
1728년에는 이인좌의 난 때 공을 세워 원종공신 1등에 녹훈되었다.